# 上泉雄一の日曜スポーツ宣言!
『上泉雄一の日曜スポーツ宣言!』（うわいずみゆういちのにちようスポーツせんげん）は、毎日放送ラジオ（MBSラジオ）で2007年4月8日からナイターシーズンに放送されたラジオ番組である。

## 概要
番組は2007年3月まで放送された『亀山つとむのサタスポ!』に代わる毎日放送ラジオのスポーツ情報番組。
メインパーソナリティには、ナイターオフ中に放送された『上泉雄一の発信!UWAらじお』が好評で、アナウンサーデビュー当初にスポーツ中継の担当をしていたMBSアナウンサーの上泉雄一を起用。「 - サタスポ!」に出演していた水野麗奈も出演。
日曜日に行われたスポーツの結果や、阪神タイガース・オリックス・バファローズを中心としたプロ野球の情報を伝える。
阪神タイガースのデーゲーム開催日は、16時30分以後試合が続いていれば試合の生中継を行う。
2007年秋、放送終了。スポーツ情報番組は『MBSどっと!アナ土曜日・INO-KONボンバイエ』に事実上引き継いだ。

## 放送時間
毎週日曜日16:30 - 17:43
ただし、住之江競艇レース結果・地震防災メモを放送した後、17:45以降（タイムテーブル上は、熱血!!タイガーススタジアム）に番組のエンディングを行う。
- MBSタイガースナイター枠でナイターの放送カードがない場合や天災（雨天・降雪など）で中止になった場合などは、18時から21時にも「日曜スポーツ宣言!ワイド」として放送する。

## 主なコーナー
- 日曜スポーツセンター

今日行われたスポーツに関する結果・ニュースの紹介
- 言いたい放題"トラトラボイス"

阪神戦終了後の球場に出向き、ファンに話を聞く。
- トラトラフラッシュ

1週間のMBSタイガースナイターの中から、ホームラン時などの実況を放送する。
- 我が家のスポーツニュース
- いきなりクイズ!　スポーツメモラビリアー

CM前に、いきなりジングルが流れ、水野がスポーツに関する過去の記録についての問題を出題。CM明けに上泉が回答。1日に何度も行われる。
- MBSニュース
- お天気のお知らせ
- MBS交通情報（提供：LION）

ニュース・天気・交通情報は、ナイターオフの17:35から放送されるものを内包。

## 出演
パーソナリティ
- 上泉雄一（MBSアナウンサー）
- 水野麗奈
  - 上泉と水野は、17:45から放送される熱血!タイガーススタジアムに引き続き出演。

日曜スポーツセンター
- MAKOTO

言いたい放題"トラトラボイス"
- 浜本広晃($10)

| 毎日放送ラジオ（MBSラジオ） 2007年ナイターシーズン・日曜 16:30 - 17:43                                                                                                 | 毎日放送ラジオ（MBSラジオ） 2007年ナイターシーズン・日曜 16:30 - 17:43 | 毎日放送ラジオ（MBSラジオ） 2007年ナイターシーズン・日曜 16:30 - 17:43 |
| 前番組 | 番組名                                                                 | 次番組 |
| --- | ---------------------------------------------------------------------- | --- |
| 16:30 - 17:30ピカピカハイヒール （12:00 - 13:00に移動） 17:30 - 17:35 MBS日曜玉手箱 17:35 - 17:37 MBS交通情報 17:37 - 17:41 MBSニュース 17:41 - 17:42 お天気のお知らせ | 上泉雄一の日曜スポーツ宣言!                                            | 16:30 - 17:30ミスタートラ・唐渡吉則のOH!艶歌 （月曜日から移動） 17:30 - 17:35 MBS日曜玉手箱 17:35 - 17:37 MBS交通情報 17:37 - 17:41 MBSニュース 17:41 - 17:42 お天気のお知らせ |